# Ardisia rusbyana
Ardisia rusbyana là một loài thực vật có hoa trong họ Anh thảo. Loài này được Standl. mô tả khoa học đầu tiên năm 1929.